# Marviksgrunnans kapell
Marviksgrunnans kapell, även kallat Grunnans kapell, är en kyrkobyggnad på Södra Ulvön i Härnösands stift. .

## Kyrkobyggnaden
Kapellet är byggt 1771 av Gävlefiskare och saknar torn.

## Inventarier
Interiören har tre skulpturer från senmedeltiden. Vidare finns, från samma tid, en s.k. predellamålning till ett altarskåp. Predikstolen är rikt skulpterad och tillverkades ursprungligen på 1600-talet och tillhörde från början Mörby slottskapell i Uppland.